# 川澄町
川澄町（かわすみちょう）は、愛知県名古屋市瑞穂区の地名。現行行政地名は川澄町1丁目から川澄町4丁目。住居表示未実施地域。

## 地理
名古屋市瑞穂区北部に位置する。東は汐路町、西は瑞穂通、南は東栄町、北は瑞穂町に接する。

## 歴史

### 地名の由来
瑞穂町の字川澄に由来する。字名は、寛永16年に川澄平左衛門が尾張藩主より当地に拝領した新田が、川澄新田と称されたことによるという。

### 沿革
- 1934年（昭和9年）7月20日 - 南区瑞穂町字川澄・石仏・小者田の各一部により、同区川澄町1～4丁目として成立[1]。
- 1937年（昭和12年）10月1日 - 行政区の変更に伴い、昭和区川澄町となる[9]。
- 1944年（昭和19年）2月11日 - 行政区の変更に伴い、瑞穂区川澄町となる[9]。

## 世帯数と人口
2019年（平成31年）3月1日現在の世帯数と人口は以下の通りである。
| 町丁   | 世帯数  | 人口  |
| ------ | ------- | ----- |
| 川澄町 | 366世帯 | 639人 |

### 人口の変遷
国勢調査による人口の推移
| 1950年（昭和25年） | 829人   | [ 10 ] |  |
| 1955年（昭和30年） | 965人   | [ 10 ] |  |
| 1960年（昭和35年） | 1,052人 | [ 11 ] |  |
| 1965年（昭和40年） | 1,207人 | [ 11 ] |  |
| 1970年（昭和45年） | 1,104人 | [ 12 ] |  |
| 1975年（昭和50年） | 1,009人 | [ 12 ] |  |
| 1980年（昭和55年） | 862人   | [ 13 ] |  |
| 1985年（昭和60年） | 763人   | [ 13 ] |  |
| 1990年（平成2年）  | 715人   | [ 14 ] |  |
| 1995年（平成7年）  | 645人   | [ 15 ] |  |
| 2000年（平成12年） | 659人   | [ 16 ] |  |
| 2005年（平成17年） | 653人   | [ 17 ] |  |
| 2010年（平成22年） | 730人   | [ 18 ] |  |

## 学区
市立小・中学校に通う場合、学校等は以下の通りとなる。また、公立高等学校に通う場合の学区は以下の通りとなる。
| 番・番地等 | 小学校               | 中学校               | 高等学校 |
| ---------- | -------------------- | -------------------- | -------- |
| 全域       | 名古屋市立汐路小学校 | 名古屋市立汐路中学校 | 尾張学区 |

## その他

### 日本郵便
- 郵便番号 : 467-0002[4]（集配局：瑞穂郵便局[21]）。